# Dixit

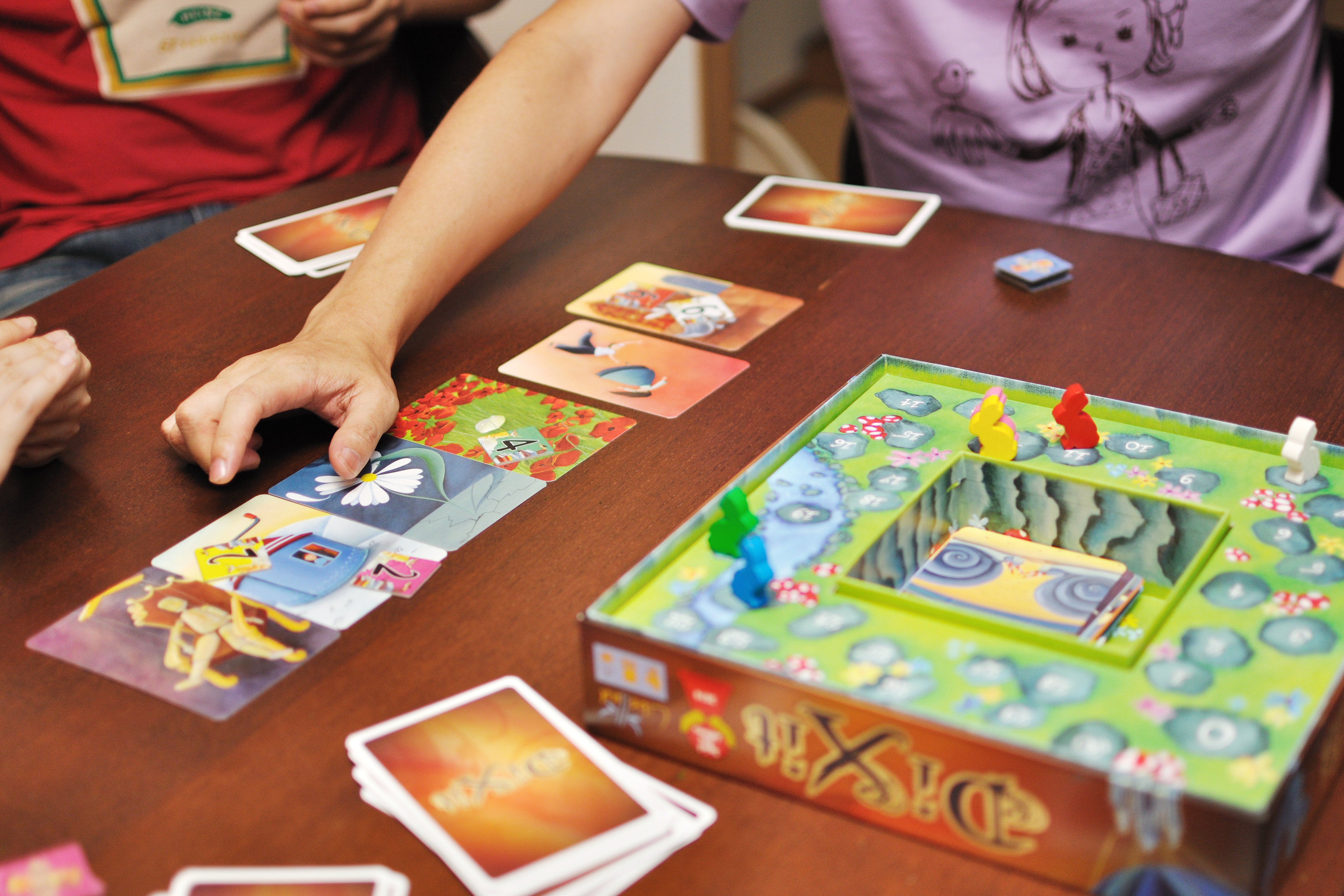
딕싯 게임

딕싯(영어: Dixit)은 Jean-Louis Roubira가 디자인했고 Libellud가 출판한 카드 게임이다. 딕싯은 마치 꿈 꾸는 것과 같은 이미지로 된 설명된 카드 한 질을 이용해, 한 플레이어가 이야기꾼이 되어 카드에 있는 이미지를 설명하면, 나머지 플레이어들은 설명한 문장과 매치되는 카드를 추측한다. 2008년에 소개됐으며 '2010 Spiel des Jahres'상을 수상했다. 게임의 제목은 라틴어로 "그는 말했다"를 의미한다.

## 게임 플레이
각 플레이어는 무작위로 6개의 카드를 선택해 시작하며, 플레이어들은 교대로 이야기꾼이 된다. 이야기꾼의 차례가 된 플레이어는 자신의 손에 있는 카드들의 이미지 6개 중에서 한 개를 선택한 후, 그 이미지를 묘사하는 문장 또는 어구를 만들어 큰 소리로 말한다. 이 때, 다른 플레이어들에게 선택한 카드를 보여주지 않는다.

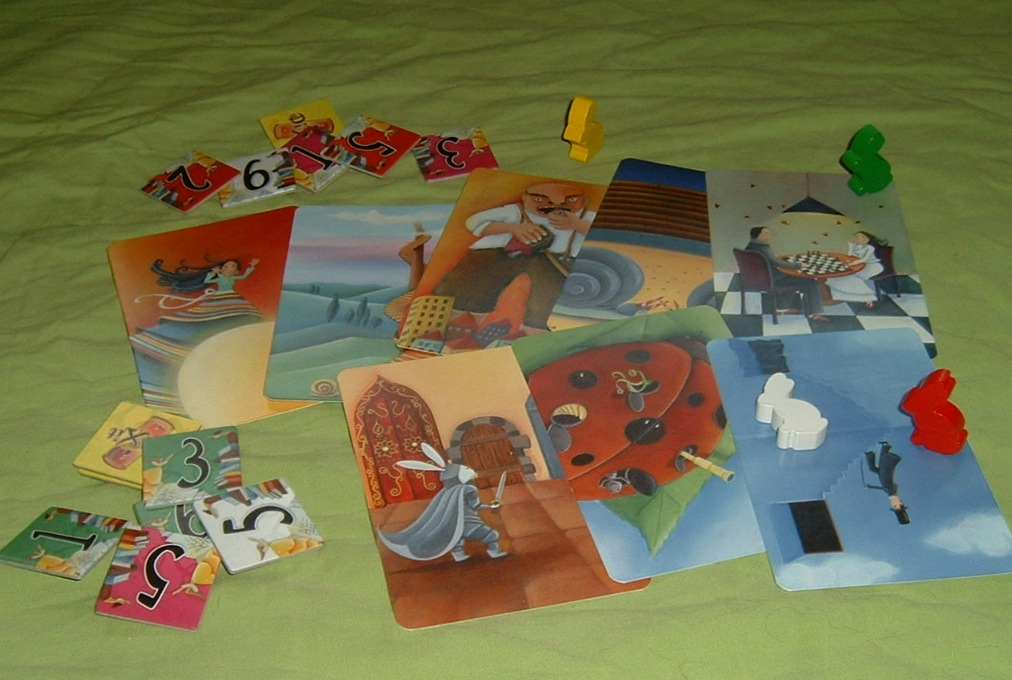
딕싯 컴포넌트

각 플레이어들은 자신의 6개 카드들 중에서 이야기꾼이 제공한 문장과 가장 잘 어울리는 카드 1개를 선택한다. 그런 후, 각 플레이어는 다른 플레이어들에게는 보여주지 않은 채, 이야기꾼에게 선택한 카드를 준다. 이야기꾼은 자신이 선택한 카드와 다른 플레이어들에게서 받은 카드들을 섞어서 앞면이 위로 향하게 놓는다. 이야기꾼을 제외한 선수들은 번표투표칩을 사용해서 어떤 카드가 이야기꾼의 것인지를 비밀히 추측한다.
옳은 그림을 모두가 발견하거나 아무도 발견하지 못한면, 이야기꾼은 0점을 각 플레이어들은 2점을 획득한다. 그렇지 않은 경우, 이야기꾼과 정답을 맞춘 플레이어들은 3점을 획득한다. 이야기꾼 외의 다른 플레이어들의 그림에 투표된 것들이 있으면, 해당 플레이어들은 1점을 획득한다.
이야기꾼의 역할을 할 때, 어떤 플레이어들이 가려낼 수 없을 정도로 너무 불분명하거나, 모든 플레이어들이 추측할 수 있을 정도로 너무 명백한 문장을 제공하지 않는 기술이 필요하다.
카드 덱이 비면 게임은 끝나며, 가장 높은 점수를 획득한 플레이어가 승리한다.